# Laphria fulvicrura
Laphria fulvicrura är en tvåvingeart som beskrevs av Camillo Rondani 1875. Laphria fulvicrura ingår i släktet Laphria och familjen rovflugor. Inga underarter finns listade i Catalogue of Life.